# Compitàlia

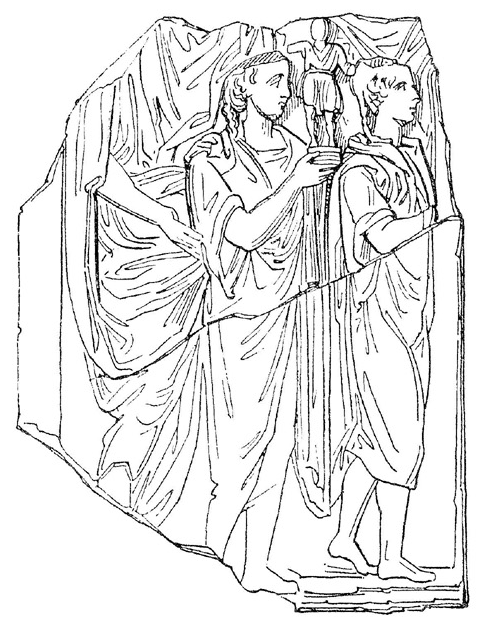
Dibuix d'un baix relleu representant una processó de la Compitàlia.

Compitàlia (en llatí Compitalia i Ludi Compitalicii) era un festival romà que se celebrava una vegada a l'any en honor dels dos Lares compitales, als que es feien sacrificis als llocs on arribaven dues o més vies o camins. El festival hauria estat instituït per Servi Tul·li, segons Dionís d'Halicarnàs.
Dionís d'Halicarnàs explica com es feia el festival al seu temps. Relata que s'oferien sacrificis, que consistien en pastissos de mel (πέλανοι), presentats pels habitants de cada casa, i que les persones que assistien com a servents a la festa no eren homes lliures, sinó esclaus, perquè els Lares es complaïen amb el servei dels esclaus. Afegeix que les Compitàlia es celebraven pocs dies després de les Saturnals amb gran esplendor, i que els esclaus tenien plena llibertat de fer el que volguessin. Després de desaparèixer per un temps Tarquini el Superb va restaurar la festa, i va sacrificar nois a Mània, la mare dels Lars i dels manes, practica que es va acabar al caure la monarquia. Després de l'expulsió dels Tarquinis, s'oferien a Mània caps d'all i roselles en lloc de caps humans.
La Compitàlia es feia el dia que fixaven els magistrats o els sacerdots però sempre era a l'hivern. Ciceró diu que generalment es feien a les calendes de gener, després de la Saturnàlia, i Tit Pomponi Àtic diu que es feien de vegades després de les nones de gener. Les persones que presidien la festa eren els magistri vicorum, segons diu Titus Livi, ja que les festes es celebraven per vicus. Als magistri se'ls permetia portar en aquella ocasió la Toga pretexta. Els ajudaven diversos servents. A aquesta festa es van afegir uns jocs públics en algun moment del període republicà, però van ser suprimits per ordre del senat l'any 64 aC. Un dels càrrecs presentats per Ciceró contra Pisó va ser perquè va permetre que Publi Clodi Pulcre els tornés a celebrar en el seu consolat, l'any 58 aC. La festa es va continuar celebrant encara, tot i que els jocs van ser abolits. Quan Juli Cèsar va dissoldre la major part dels col·legis sacerdotals, la Compitàlia es va deixar de celebrar. August va restaurar la festa sobre una base completament nova, no va reviure els col·legis, sinó que va assignar-ne el càrrec a un conjunt recentment constituït de magistri vicorum. Aquests eren quatre, per cadascun dels 265 vici inclosos en la nova divisió de la ciutat. El primer conjunt va entrar al càrrec l'1 d'agost de l'any 7 aC. Als dos Lares compitales s'hi va afegir ara el culte al genius Augusti, i la festa es celebrava dues vegades l'any, l'1 de maig i l'1 d'agost.